# Ton nom
Ton nom – utwór belgijskiego wokalisty Fuda Leclerca, napisany przez Erica Channe’a i Tony’ego Golana, a nagrany oraz wydany w 1962 roku. Kompozycja reprezentowała Belgię podczas finału 6. Konkursu Piosenki Eurowizji w tym samym roku, została tym samym czwartą (i ostatnią) piosenką wykonaną przez Leclerca w konkursie.
Podczas finału konkursu, który odbył się 18 marca 1962 roku w luksemburskim Villa Louvigny, utwór został zaprezentowany jako drugi w kolejności i ostatecznie nie zdobył żadnego punktu, zajmując tym samym ostatnie, trzynaste miejsce w końcowej klasyfikacji, razem z trzema innymi reprezentantami: Victorem Balaguerem z Hiszpanii, Eleonore Schwarz z Austrii oraz duetem De Spelbrekers z Holandii. Muzycy zostali pierwszymi w historii uczestnikami Konkursu Piosenki Eurowizji, którzy zakończyli swój udział w konkursie z zerowym dorobkiem. Dyrygentem orkiestry podczas występu Leclerca był Henri Segers.